# Elevador da Boca do Vento
O Elevador da Boca do Vento, ou Elevador Panorâmico da Boca do Vento, localiza-se na cidade de Almada, em Portugal, e liga a parte alta de ”Almada Velha” ao caminho marginal do rio Tejo.
Da cabina panorâmica do elevador desfruta-se uma das melhores vistas sobre o estuário do Tejo e a cidade de Lisboa.